# En cloque, mode d'emploi
Ne doit pas être confondu avec Bébé mode d'emploi.
Série
40 ans : Mode d'emploi
(2012)
Pour plus de détails, voir Fiche technique et Distribution.
En cloque, mode d'emploi ou Grossesse surprise au Québec (Knocked Up) est un film américain réalisé par Judd Apatow et sorti en 2007.
C'est le second long métrage du cinéaste, qui signe également le scénario et la production. Il s'agit de son plus grand succès commercial, que ce soit comme réalisateur ou producteur, avec plus de 148 millions de dollars de recettes aux États-Unis et 219 millions de dollars de recettes dans le monde. Le film a obtenu également un succès critique.
Un spin-off, 40 ans : Mode d'emploi, est sorti en salles en 2012. Il est centré sur les personnages de Debbie et Pete, respectivement incarnés par Paul Rudd et Leslie Mann.

## Synopsis
Glandeur professionnel d'origine canadienne, Ben Stone, âgé de 23 ans, vit avec quatre colocataires : Jonah, Jason, Martin et Jay, aussi inactifs que lui. Avec ses amis, il passe la plupart de son temps à fumer de la marijuana et à créer un site internet, dont la particularité est de montrer à quel moment une actrice dévoile sa poitrine dans un film. Sa subsistance est assurée par une indemnité de la Colombie-Britannique, à laquelle il a droit à la suite d'un accident. Talentueuse et dynamique, Allison Scott est régisseuse de la chaîne de télévision E!. Elle vit chez sa sœur Debbie, qui est mariée à Pete et mère de deux filles. Elle vient d'obtenir le poste de présentatrice.
Tout oppose ces deux personnes quand un soir, Allison, venue fêter sa promotion avec Debbie, rencontre Ben, accompagné de ses colocataires. Après une soirée d'ivresse, Ben et Allison finissent la nuit ensemble. À la suite d'un malentendu, Ben n'utilise pas de préservatifs, croyant la jeune femme impatiente. Le lendemain, en prenant le petit déjeuner, ils découvrent qu'ils n'ont rien en commun.
Huit semaines plus tard, alors qu'elle interviewe James Franco pour son émission, suivi du montage de son entrevue avec son assistant, Allison ressent des nausées matinales. Après avoir essayé plusieurs tests de grossesse achetés avec Debbie, elle apprend qu'elle est enceinte. Elle informe son amant d'un soir de la situation. Elle veut malgré tout garder le futur bébé, bien qu'il arrive à un moment où sa carrière prend un tournant. Malgré leur manque d'affinités, ils décident de donner une chance à leur relation dans l'intérêt de l'enfant à venir…
Malgré leurs différences de caractère, Alison et Ben essayent de s'entendre mais en vain. Jusqu'au jour de l'accouchement, où Ben va prendre conscience qu'il faut un jour ou l'autre devenir adulte mais également qu'il est amoureux de la jeune femme.

## Fiche technique
- Titre original : Knocked Up
- Titre français : En cloque, mode d'emploi
- Titre québécois : Grossesse surprise
- Réalisation et scénario : Judd Apatow
- Musique : Loudon Wainwright III et Joe Henry
- Photographie : Eric Edwards
- Montage : Craig Alpert et Brent White
- Décors : Jefferson Sage
- Direction artistique : Lauren E. Polizzi
- Costumes : Debra McGuire
- Production : Judd Apatow, Shauna Robertson et Clayton Townsend (en)
  - Production exécutive : Seth Rogen et Evan Goldberg
  - Direction de production : Lisa Rodgers (superviseur post-production) et Gary R. Wordham (superviseur de production)
- Sociétés de production : Universal Pictures et Apatow Productions
- Société de distribution : Universal Pictures
- Budget : 33 millions de dollars
- Pays de production :  États-Unis
- Format : couleurs –1,85:1 – 35 mm — son DTS / Dolby Digital / SDDS
- Genre : comédie romantique
- Durée : 129 minutes, 133 minutes (version non censurée)
- Dates de sortie :
  - États-Unis, Canada : 1er juin 2007
  - France, Belgique : 10 octobre 2007

## Distribution
- Seth Rogen (VF : Xavier Fagnon ; VQ : Tristan Harvey) : Benjamin « Ben » Stone
- Katherine Heigl (VF : Barbara Kelsch ; VQ : Mélanie Laberge) : Alison Scott
- Paul Rudd (VF : Cédric Dumond ; VQ : Patrice Dubois) : Pete
- Leslie Mann (VF : Brigitte Aubry ; VQ : Julie Beauchemin) : Debbie
- Jason Segel (VF : Laurent Morteau ; VQ : Philippe Martin) : Jason
- Jay Baruchel (VF : Pascal Grull ; VQ : Nicholas Savard L'Herbier) : Jay
- Jonah Hill (VF : Charles Pestel ; VQ : Martin Watier) : Jonah
- Martin Starr (VF : Sébastien Desjours ; VQ : Hugolin Chevrette-Landesque) : Martin (dit Marty en VF)
- Charlyne Yi (VF : Audrey Sablé) : Jody
- Iris Apatow : Charlotte
- Maude Apatow : Sadie
- Alan Tudyk (VF : Vincent Ropion ; VQ : Thiéry Dubé) : Jack
- Kristen Wiig (VF : Danièle Douet ; VQ : Catherine Proulx-Lemay) : Jill
- Bill Hader (VF : Sébastien Finck) : Brent Pastersyke, l'assistant d'Alison
- Ken Jeong (VF : Stéphane Miquel) : Dr Kuni
- Tim Bagley (VF : Guy Chapellier) : Dr Pellagrino
- Loudon Wainwright III (VF : Georges Claisse) : Dr Howard
- Adam Scott (VF : Fabien Jacquelin) : Samuel, l'infirmier
- J. P. Manoux : Dr Angelo
- Joanna Kerns : la mère d'Allison
- Harold Ramis (VF : Jean-Jacques Nervest) : Harris Stone, le père de Ben
- Craig Robinson (VF : Julien Kramer) : le videur de la boîte de nuit
- Stephanie Mnookin : l'infirmière du Dr Howard
- Mo Collins : la doctoresse
- B. J. Novak (VF : Guillaume Carrier): le jeune docteur
- Brianna Brown, Catherine Reitman et Nick Thune : les amis d'Allison
- Paul Feig, Ben Myerson et Wayne Federman : des participants du « Fantasy Baseball »
- Melinda Bennett : l'infirmière du docteur Pellagrino
- Matt McKane : le barman de la boîte de nuit
- Steven Brill : le patron de Ben
- Nadine Griffith : l'infirmière de la maternité au bureau
- Emersen Riley : la petite amie de Jonah
- Stormy Daniels et Nautica Thorn : des lap dancers
- Mary Brill : l'agent immobilier
- Greg Brown : le patron du strip club (non crédité)

Caméos, dans leur propre rôle (non crédités au générique)
- James Franco (VF : Philippe Valmont)
- Jessica Alba (VF : Sylvie Jacob)
- Andy Dick
- Eva Mendes (VF : Ivana Coppola)
- Steve Carell (VF : Maurice Decoster)
- Ryan Seacrest (VF : Bruno Choël)
- Dax Shepard

 Source et légende : version française (VF) sur RS Doublage et Voxofilm
 Source et légende : version québécoise (VQ) sur Doublage.qc.ca

## Production

### Genèse et développement
Il avait un temps envisagé que le film soit une suite de 40 ans, toujours puceau (2005) centrée sur les employés de SmartTech, David, Cal et Jay. Finalement, le scénario évolue différemment et s'inspire en partie de sa propre vie et de la naissance de sa fille Maude.

### Attribution des rôles
Comme dans plusieurs de ses films, Judd Apatow dirige sa femme Leslie Mann et leurs filles Maude et Iris.
Mila Kunis, Jennifer Love Hewitt ou encore Kate Bosworth ont auditionné pour le rôle d'Allison, finalement attribué à Katherine Heigl. Kristen Wiig incarne ici Jill, un rôle initialement masculin. Jodie Foster avait quant à elle été envisagée pour incarner Debbie. Kim Basinger, Debra Winger et Frances Fisher ont refusé le rôle de la mère d'Alison.
Ken Jeong et Charlyne Yi tiennent ici leur premier rôle au cinéma.
Seth Rogen et Paul Rudd ont déjà joué ensemble dans le précédent film de Judd Apatow, 40 ans, toujours puceau.

### Tournage
Le tournage a lieu à Los Angeles (Hollywood, studios E!, Hollywood Boulevard, Downtown), Pasadena (Huntington Memorial Hospital, Paseo Colorado Mall), à la Knott's Berry Farm à Buena Park, à Santa Monica et à Las Vegas (Planet Hollywood Resort and Casino).

## Accueil

### Accueil critique
Dans l'ensemble, En cloque, mode d'emploi a été très bien accueilli par de nombreux critiques. Par exemple, le film s'est retrouvé avec 90 % de critiques favorables sur Rotten Tomatoes sur la base de 225 commentaires. Le Los Angeles Times a salué l'humour du film, malgré ses incohérences, en notant que « probablement parce que l'histoire centrale ne met pas assez de gel. ». Chris Kaltenbach, du Baltimore Sun, a reconnu la valeur comique du film, en dépit de ses insuffisances, en disant : « Oui, la ligne de l'histoire des méandres et de nombreuses scènes trop brouillon, Knocked Up a sérieusement besoin d'un bon éditeur. Mais les rires sont nombreux, et c'est rare de nos jours où l'on ne vous sentez pas coupable de trouver le tout drôle. »
Dans une autre critique, du Variety, tout en qualifiant le film de prévisible, il a été déclaré qu'En cloque, mode d'emploi était « explosif et drôle ». Un critique du Time a noté que, bien que typique du style de comédie d'Hollywood, à court terme, le succès inattendu du film peut être plus attribué à un phénomène sociologique plutôt qu'à la qualité ou le caractère unique du film en soi.
Le film fait partie de la liste du top 10 du jury pour le Prix AFI 2007 ainsi que de la liste du top 10 de plusieurs critiques bien connus, le jury AFI l'appelant « la comédie la plus drôle, la plus rafraîchissante de cette génération » et un film qui « repousse les limites de la comédie romantique. » John Newman, critique de cinéma respecté du Boston Bubble, a dit du film qu'il est « une meilleure version torride et moderne de Certains l'aiment chaud. » Le film a obtenu le meilleur jugement des sorties de 2007 sur le site Rotten Tomatoes.
Le film est apparu sur les listes des meilleurs films de l'année 2007 de nombreux critiques :
- 3e - Kyle Smith, New York Post  ;
- 4e - Christy Lemire, Associated Press ;
- 5e - Scott Tobias, The AV Club ;
- 6e - David Ansen, Newsweek ;
- 8e - Ella Taylor, LA Weekly ;
- 9e - Empire ;
- 9e - Scott Foundas, LA Weekly (ex æquo avec SuperGrave, de Greg Mottola) ;
- 10e - A.O. Scott, The New York Times (ex æquo avec  Juno, de Jason Reitman et SuperGrave, de Greg Mottola) ;
- 10e - Lisa Schwarzbaum, Entertainment Weekly ;
- 10e - Peter Travers, Rolling Stone (à égalité avec Juno, de Jason Reitman).

### Box-office
| Pays ou région | Box-office      | Date d'arrêt du box-office | Nombre de semaines |
| -------------- | --------------- | -------------------------- | ------------------ |
| Mondial        | 219 154 490 $   | 1er février 2009           | —                  |
| États-Unis     | 148 768 917 $   | 27 septembre 2007          | 17                 |
| France         | 211 297 entrées | 7 novembre 2007            | 5                  |

Le film s'est classé 2e au box-office américain, avec 30 690 990 dollars de recettes dès son premier week-end. Le film a rapporté 148,8 millions de dollars sur le territoire étranger, le résultat mondial étant de 218,9 millions de dollars de recettes. En cloque, mode d'emploi a également passé huit semaines dans le top 10 du box-office, plus longue présence durant la période mai-juin 2007. Une compagnie qui se spécialise dans le suivi des réponses à la publicité couvrant plusieurs types de supports a attribué l'inattendu succès financier du film à l'utilisation de la radio et à la télévision, en combinaison.

## Article annexe
- Psychotrope au cinéma et à la télévision